# Ahmed Al-Jamie
Ahmed Salah Majeed Al-Jamie (ar. احمد صلاح مجيد الجمعي;ur. 30 czerwca 1995) – iracki zapaśnik walczący w stylu wolnym. 
Srebrny medalista igrzysk panarabskich w 2023. Piąty na mistrzostwach Azji w 2025. Mistrz arabski w 2024 i drugi w 2022 roku.